# Gamle Aker kirke
59°55′24.55″N 10°44′50.22″Ø / 59.9234861°N 10.7472833°Ø
Gamle Aker Kirke er den ældste bygning i det nuværende Oslo. Den ligger ved Telthusbakken, for enden af Akersveien, og er i dag sognekirke for Gamle Aker menighet (oprettet 1861).

## Historie
Aker kirke er nævnt 1080 som fylkeskirke for Vingulmark. Oslo Byleksikon mener at dette er nutidens kirke, og at den kan være bygget af kong Olav Kyrre. Andre kilder daterer kirken til første del af 1100-tallet.
Gamle Aker kirke er en treskibet romansk basilika med kor, sidekapel og tværskib, bygget af kalksten fra et stenbrud der lå hvor Vår Frelsers Gravlund ligger i dag og fra øerne i Oslofjorden. Mellem 1186 og reformationen var kirken ejet af Nonneseter kloster. Fra 1587 var den underlagt Akershus slotskirke, og 1723–1849 i privat eje. Overtaget af Aker kommune 1849 og Christiania kommune 1852. Hovedkirke i Aker frem til 1855.
Kirken er plyndret og flere gange skadet ved brand. Efter lynnedslag i 1703 blev tårnet, kirkeklokker og hele inventaret ødelagt. Eftersom kirken var i meget dårlig stand og ikke bemærkelsesværdig ved andet end sin alder, blev nedrivning vedtaget i midten af 1800-tallet. Kommunal overtagelse reddede kirken. Udvendig restaurering, inklusiv nyt centraltårn ved H.E. Schirmer og W. von Hanno 1861. Indvendig restaurering 1950–1955.
Kirken blev bygget på gården Aker, som dermed kom til at navngive sognet og senere herredet.